# 牟岐町立牟岐中学校
牟岐町立牟岐中学校（むぎちょうりつ むぎちゅうがっこう）は、徳島県海部郡牟岐町川長市宇谷にある公立中学校。

## 沿革
- 1947年（昭和22年）
  - 4月1日 - 新学制施行により創立。
  - 5月3日 - 開校式挙行。小学校より2教室借用。
- 1948年（昭和23年）
  - 4月1日 - 旧古川病院より2教室、小学校より8教室をそれぞれ借用。
  - 6月1日 - 出羽分校を出羽小学校に併設。
- 1949年（昭和24年）
  - 4月1日 - 西農業会館より2教室、中村青年教室より1教室をそれぞれ借用。
  - 11月28日 - 校舎新築第1期工事10教室完成。第2学年・第3学年を新校舎に収容、第1学年は旧古川病院2教室、小学校6教室にそれぞれ収容。
- 1950年（昭和25年）8月21日 - 第1期工事6教室が完成し、借用教室全て返還。
- 1952年（昭和27年）
  - 1月1日 - 校旗制定。
  - 6月27日 - 第3期工事2教室（講堂兼用）完成。
- 1954年（昭和29年）11月11日 - 校歌制定。
- 1959年（昭和34年）3月31日 - 出羽分校廃止。
- 1956年（昭和36年）4月15日 - 体育館完成。
- 1963年（昭和38年）
  - 9月4日 - ミルク給食実施。
  - 10月2日 - 運動場拡張工事完成。
  - 11月20日 - 学校防火用水設置。
- 1966年（昭和41年）7月23日 - 運動場防球ネット完成。
- 1968年（昭和43年）3月10日 - 運動場に登下校用階段完成。
- 1970年（昭和45年）10月1日 - 校門右谷川を暗渠化して、運動場拡張。
- 1980年（昭和55年）
  - 2月15日 - 海部下灘ライオンズクラブの寄贈を受けて、校訓碑を設置。
  - 3月20日 - 新校舎用地増設工事着工。
  - 8月5日 - 校舎改築工事着工。
- 1981年（昭和56年）
  - 3月20日 - 校舎改築工事完了。
  - 8月31日 - 校門及び校内通路完成。
  - 10月20日 - 庭園工事完成。
  - 10月27日 - LL教室完成。
- 1991年（平成3年）3月9日 - 体育館完成。
- 1992年（平成4年）2月8日 - 相撲場完成。
- 1994年（平成6年）3月15日 - トンボ公園第1期工事完了。
- 1995年（平成7年）11月20日 - PTA文部大臣表彰。
- 1996年（平成8年）2月19日 - 全校中学校環境教育賞受賞。
- 2003年（平成15年）6月10日 - 生徒用駐輪場完成。
- 2010年（平成22年）12月 - 校舎耐震工事完了。
- 2013年（平成25年）4月1日 - 牟岐小学校との小中一貫教育がスタート（市宇ヶ丘学園設立）[1]。

## 校訓
- 愛知
- 自治
- 敢為

## 関連学校
- 牟岐町立牟岐小学校
- 牟岐町立河内小学校 - 2012年度末に牟岐小学校に統合され閉校。

## 通学区域が隣接する学校
- 美波町立日和佐中学校
- 海陽町立海陽中学校

## 著名な出身者
- 近藤紗奈（元バスケットボール選手）
- 平間隼人（プロ野球選手）